# Elaphoglossum gracilipes
Elaphoglossum gracilipes är en träjonväxtart som först beskrevs av Fée, och fick sitt nu gällande namn av Carl Frederik Albert Christensen. Elaphoglossum gracilipes ingår i släktet Elaphoglossum och familjen Dryopteridaceae. Inga underarter finns listade.